# Zaviršek
Zaviršek je priimek več znanih Slovencev:
- Darja Zaviršek (*1962), sociologinja in socialna antropologinja, univ. prof., izr. članica SAZU
- Damjana Zaviršek Hudnik, arhitektka
- Matija Zaviršek (*1984), smučar
- Slavko Zaviršek (*1948), pravnik in pesnik
- Tomaž Zaviršek, specialist za komuniciranje korporativnih javnih zadev
- Zdravko Zaviršek (1932-2024), inženir gradbeništva in ekonomist